# Roberto Micheletti
Roberto Micheletti Bain (El Progreso, Yoro, 13 de agosto de 1943) é um político hondurenho. Empresário do transporte, é deputado desde 1980 e assumiu a presidência do Congresso Nacional do Honduras em 27 de janeiro de 2006, após uma crise política iniciada pelo então presidente José Manuel Zelaya, que descumprindo a Constituição do País, articulou manobras para tentar concorrer à reeleição. Por conta disso, Zelaya foi removido do cargo. Michelletti governou seu país de 28 de junho de 2009 até 27 de janeiro de 2010, quando transferiu o cargo a Porfirio Lobo Sosa.

## Biografia familiar
Nascido em 1943 na cidade de El Progreso, Roberto Micheletti foi o penúltimo de nove filhos de uma família do casal Umberto Micheletti (imigrante italiano de Bérgamo, Lombardia) e de Donatella Bain. Em 1993, Micheletti casou-se com Siomara Girón. O casal teria três filhos.

## Carreira política
Em 1963, Roberto Micheletti era membro da guarda do presidente hondurenho Ramón Villeda Morales, que foi derrubado do poder por meio de um golpe de Estado militar. Na época, Micheletti chegou a ficar preso durante 27 dias.. Ele se viu obrigado a deixar Honduras e mudou-se na década de 1970 para os Estados Unidos, onde passou a viver em Tampa, no Estado da Florida, e depois em Nova Orleans, no estado da Luisiana, dois anos antes de retornar a Honduras. Enquanto morou nos Estados Unidos, terminou seus estudos empresariais e iniciou seus negócios. De volta à Honduras, tornou-se um importante empresário em seu país. Michelletti presidiu a empresa de transporte público TUTSA, em El Progreso - sua cidade natal.
Suas atividades políticas começaram na década de 1980, quando ocupava o cargo de presidente do Conselho Local em Yoro e posteriormente o de Secretário do Conselho Central Executivo do Partido Liberal. Em 1980 era deputado na Assembleia Constituinte que convocou eleições para o ano seguinte e trabalhou na elaboração da nova Constituição que seria aprovada em 1982. Neste mesmo ano, Micheletti assumiu um assento no parlamento hondurenho, pelo Departamento de Yoro, embora tivesse assumido a gerência da Hondutel (a empresa estatal de telecomunicações). Desde então, Michelletti já participou de oito mandatos consecutivos dentro do Poder Legislativo do país.
No fim da década de 1990, passou a apoiar a privatização da empresa de telefonia estatal Hondutel. O país sofria ainda mais com a pobreza desde a passagem do furação Mitch, em 1998. Micheletti chegou a negociar a privatização em 2000, mas ela não foi adiante. Em 2002, ele deixou a gerência desta empresa estatal.
Por duas vezes, Michelletti concorreu como pré-candidato à nomeação do seu partido para concorrer ao cargo de presidente da República, ainda quando por lei nenhum presidente do Congresso Nacional poderia postular o máximo posto do Poder Executivo, mas em ambas as tentativas, Michelletti perdeu a nomeação pelo Partido Liberal. Na primeira vez que tentou ser indicado por seu partido, em 2005, Michelletti concorreu à nomeação contra Manuel Zelaya, que foi seu aliado político até essa disputa. No final de 2008, perdeu a indicação nas primárias de seu partido para o então vice-presidente da República Elvin Ernesto Santos. Como se tornou o candidato do Partido Liberal para as eleições presidenciais de novembro de 2009, Santos teve de abdicar do cargo de vice-presidente no governo de Manuel Zelaya. E com isso, Michelletti, por ser o presidente do Congresso, assumiria a presidência de Honduras caso Zelaya não cumprisse o seu mandato.
Em janeiro de 2006, Michelletti assumiu a presidência do Congresso Nacional de Honduras. Durante o governo de Manuel Zelaya, Micheletti se afastou mais do seu ex-aliado político. A ruptura se aprofundaria durante o governo de Zelaya, com sua guinada à esquerda e aproximação com o presidente venezuelano Hugo Chávez. Zelaya aumentou o salário mínimo, aceitou ajuda internacional - na forma de petróleo a baixo custo - da Venezuela, fez movimentos para reduzir a presença do exército dos Estados Unidos em solo hondurenho e se recusou a privatizar a Hondutel, negociação que Micheletti pressionava para que se realizasse.

### Presidência interina
Após a deposição ser autorizada pela Justiça e também pelo Congresso hondurenho, através dos militares que expulsaram o presidente eleito Manuel Zelaya do país, Roberto Micheletti foi nomeado presidente interino de Honduras. Sua nomeação foi rejeitada por algumas nações da América latina, como a Venezuela de Hugo Chávez, Bolívia e outros aliados ideológicos de Zelaya, inclusive o Brasil, mas respaldado pelo Congresso Nacional e a Suprema Corte. Houve manifestações populares contrárias e favoráveis ao golpe de estado. Organismos internacionais (como a Organização das Nações Unidas e a Organização dos Estados Americanos) não reconheceram de imediato o governo chefiado por Micheletti. Entretanto, seguiram confirmadas as eleições diretas de 29 de novembro, para eleição do novo presidente da República.
No dia 27 de Janeiro de 2010, o então presidente, empossou o eleito nas eleições realizadas em dezembro de 2009.